# Стэнли, Анна Хантингтон
Анна Хантингтон Стэнли (англ. Anna Huntington Stanley; 1864 — 1907) — американская художница, писавшая в стиле импрессионизма.

## Биография
Родилась 20 апреля 1864 года в городе Yellow Springs, штат Огайо, в семье генерала Дэвида Стэнли и Anna Maria Wright, где было шестеро детей. Из-за военной профессии отца, семья часто переезжала по разным городам США.
Школьные годы провела в Нью-Йорке, окончила Buffalo Female Academy, где имела похвалы за своё мастерство в рисовании. Осенью 1882 году Анна переехала в Филадельфию, чтобы продолжить образование в Pennsylvania Academy of the Fine Arts. В это время она встретилась с художницей Паулиной Дон, выпускницей School of Art Institute of Chicago, с которой впоследствии путешествовала по Европе.
В 1887 году в сопровождении своей матери и подруги была в Италии и во Франции, где поступила в Академию Жулиана. В 1888 году обучалась в Академии Коларосси. В ноябре 1889 года Анна отплыла из Роттердама в Нью-Йорк, по прибытии в США поехала в Сан-Антонио, штат Техас.
В 1895 году у неё умерла мать, в этом же году она познакомилась с лейтенантом Уиллардом Холбруком (англ. Willard Ames Holbrook), бывшим адъютантом её отца-генерала. В октябре 1896 года Анна и Уиллард поженились в Вашингтоне, округ Колумбия. В декабре они переехали на место службы мужа в Fort Grant, штат Аризона.
В конце жизни жила с семьёй в городе Честер, штат Пенсильвания, где умерла 25 февраля 1907 года от пневмонии. Была похоронена на кладбище US Soldiers' and Airmen's Home National Cemetery в Вашингтоне.

### Семья
Муж - Willard Ames Holbrook (1860—1932).
Дети:
- Willard Ames Holbrook (1898-1986);
- David Stanley Holbrook (1900-1926).

## Труды
Картины художницы находятся в частных коллекциях и государственных музеях, включая Смитсоновский музей американского искусства, Telfair Museums, Taft Museum of Art, Grand Rapids Art Museum, Singer Laren.

Некоторые работы
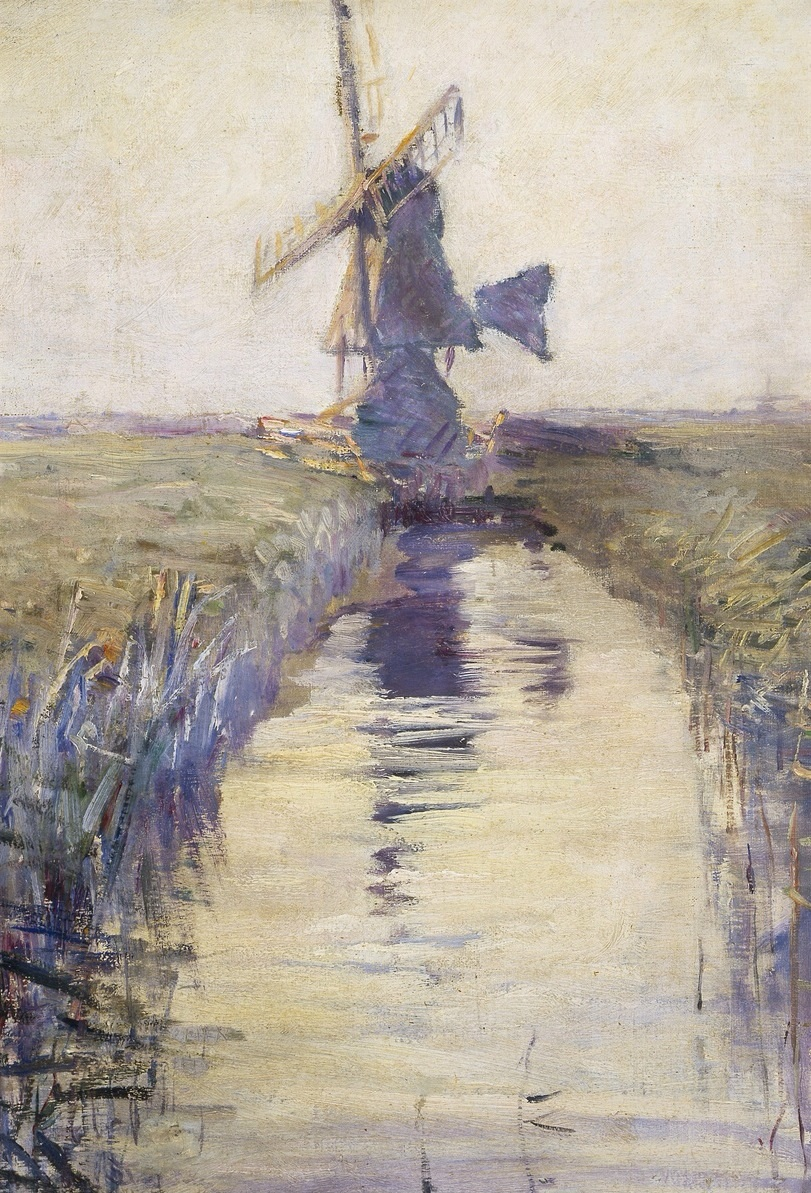
Windmill
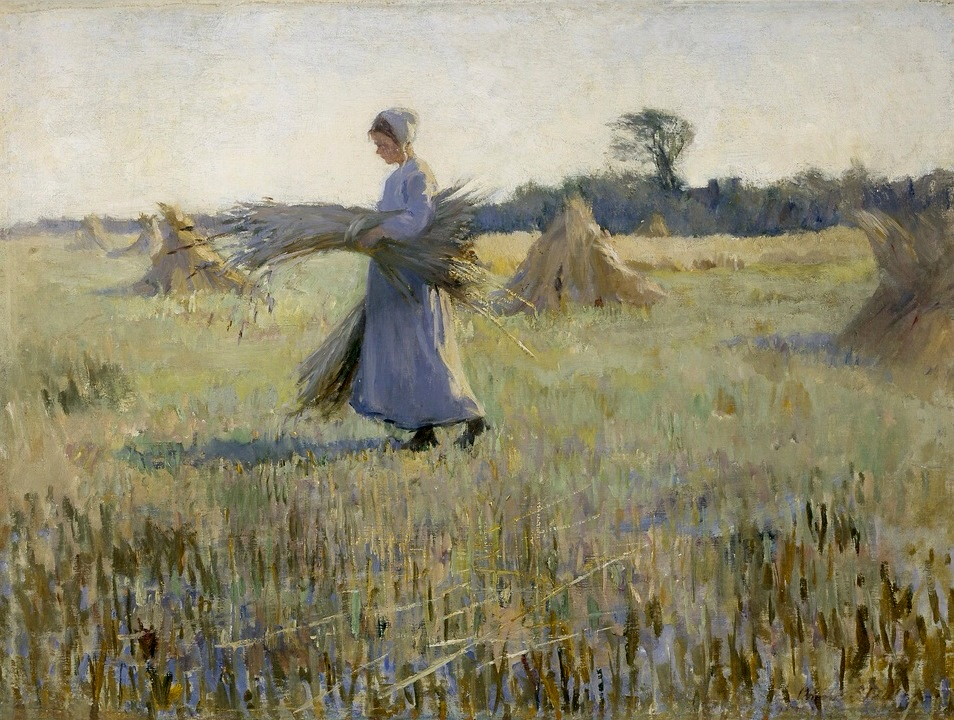
Girl Carrying Sheaves
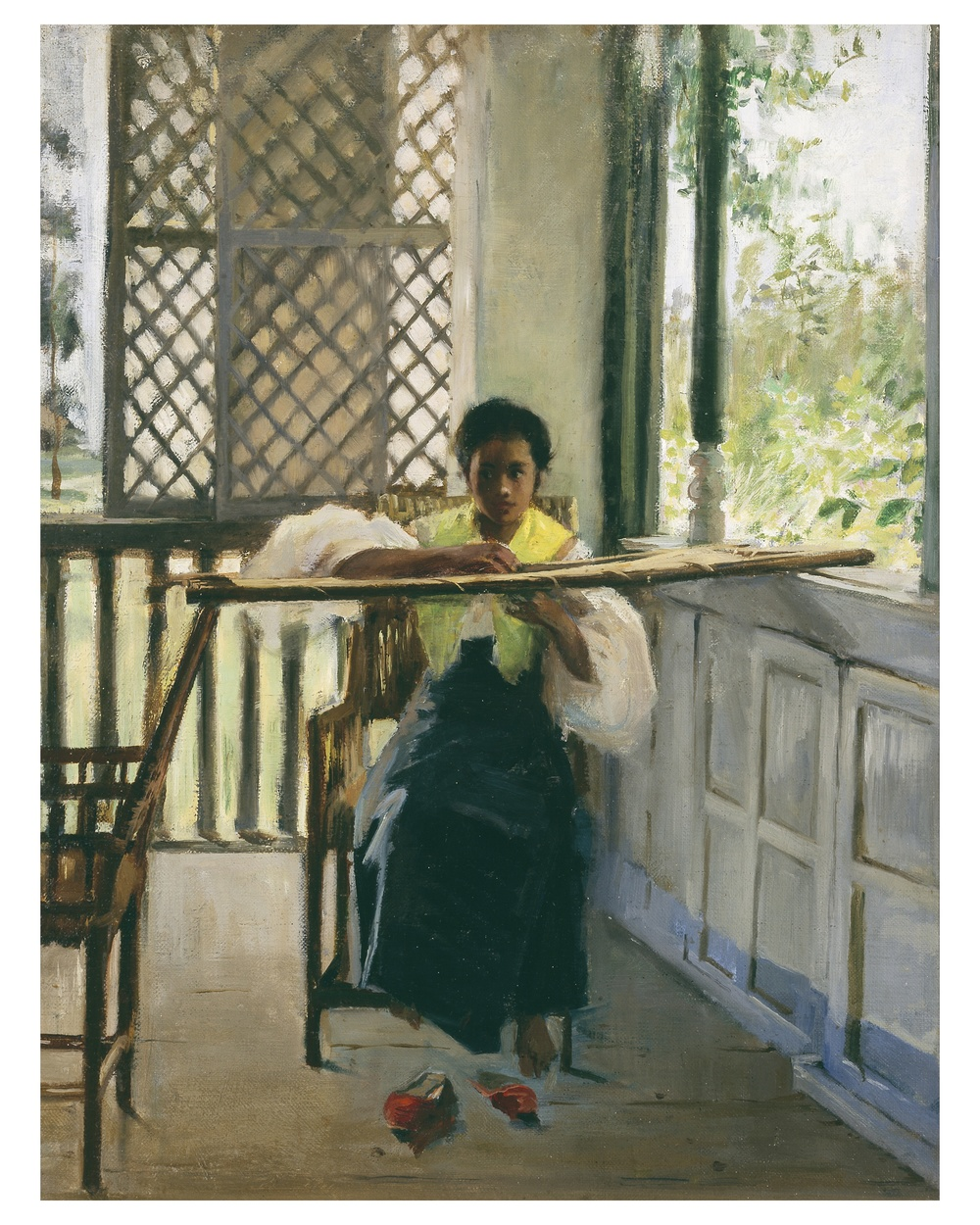
Filipina Embroidering
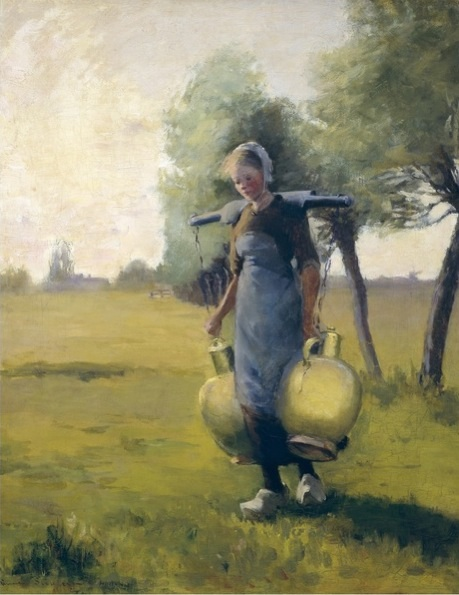
Dutch Milkmaid